# ENEOSネット
株式会社ENEOSネット（エネオスネット）は、かつて存在したJX日鉱日石エネルギー（現・ENEOS）子会社のエネルギー販売会社。東京都中央区に本社を置いていた。
旧ジャパンエナジー系サービスステーションの系列販売店としては最大手であり、全国23都道府県にある傘下のENEOSサービスステーション（303店）を通じて石油製品を販売していた。
旧ジャパンエナジーの完全子会社であったが、新日本石油との経営統合に伴い、JX日鉱日石エネルギーの完全子会社となったのち、2015年7月1日を以て、株式会社ENEOSフロンティアに吸収合併された。

## 概説
ジャパンエナジーでは、厳しい石油製品販売の環境に対応するため、コスト削減をして競争力を強化する目的で、販売会社の子会社化や地域別再編など集約を進めてきた。
2008年、景気低迷・原油価格上昇等の影響による石油消費量の減少もあり、石油製品販売業の経営環境がさらに悪化していた。さらなる競争力強化を進めるため、それまで地域毎に分かれていたジャパンエナジーの石油販売子会社であるJOMOネット13社と管理間接業務担当子会社1社の合計14社を統合することにした。同年7月1日、JOMOネット札幌（札幌市豊平区）、JOMOネット東北（仙台市青葉区）、JOMOネット北関東（栃木県宇都宮市）、キョウビシ（千葉県成田市）、JOMOネット東東京（東京都世田谷区）、JOMOネット西東京（さいたま市南区）、アジア商事（東京都新宿区。LPガス部門と石油販売店部門除く）、JOMOネット南関東（横浜市港北区）、石川オイル（富山市）、JOMOネット東海（名古屋市瑞穂区）、JOMOネット関西（大阪市福島区）、JOMOネット山陽（岡山市）、JOMOネット九州（福岡市博多区）、JOMOネットアウトソーシング（東京都江東区）の14社が合併し、株式会社JOMOネットとなり営業を開始した。

## 沿革
- 2003年（平成15年）10月1日 - JOMOネット東北がJOMOネット秋田を吸収合併。南関東1都3県と茨城県・静岡県の販売子会社4社（JOMOネット北関東、JOMOネット関東、共丸、富士油料）の展開エリアを、親会社ジャパンエナジーの4支店（北関東支店、東京東支店、東京西支店、南関東支店）の所管エリアに統合し、JOMOネット北関東・JOMOネット東東京・JOMOネット西東京・JOMOネット南関東とする。
- 2008年（平成20年）7月1日 - JOMOネット地域各社13社とJOMOネットアウトソーシングが合併し、株式会社JOMOネットとなる。
- 2010年（平成22年）7月1日 - ジャパンエナジーが、同じJXホールディングス傘下の新日本石油及び新日本石油精製と合併し、JX日鉱日石エネルギーが発足。同社の完全子会社になる。
- 2012年（平成24年）2月2日 - 札幌カンパニー管内のガソリンスタンドにおいて不正車検（ペーパー車検）が判明。該当店は車検代行業取り消し処分を受け、従業員1名が逮捕された。
- 2013年（平成25年）7月1日 - 株式会社ENEOSネットに社名変更。
- 2015年（平成27年）
  - 4月1日 - 札幌カンパニー管内のサービスステーションを北海道エネルギー他に営業譲渡[1]。
  - 7月1日 - ENEOSフロンティアに吸収合併[2]。

## カンパニー
- 札幌カンパニー：北海道（旧・JOMOネット札幌。1985年5月設立の北ニッコー株式会社が、2000年8月に定鉄興業株式会社からの営業譲受と同時に社名変更）
- 東北カンパニー：東北地区（旧・JOMOネット東北。1965年5月設立の株式会社オイルテックが、1997年10月に日鉱石油販売株式会社仙台支店の営業譲受と同時に社名変更）
- 北関東カンパニー：茨城県、栃木県、群馬県（旧・JOMOネット北関東。1970年2月設立の株式会社Aが、2001年7月に株式会社Bの営業譲受と同時に社名変更）
- 南関東カンパニー：神奈川県、静岡県（旧・JOMOネット南関東。2003年7月設立）
- 東東京カンパニー：東京23区と千葉県（旧・JOMOネット東東京。1964年3月設立、2003年8月に社名変更）
- 西東京カンパニー：東京都多摩地区と埼玉県（旧・JOMOネット西東京。1985年4月設立、2003年8月に社名変更）
- アジアカンパニー：（アジア商事の石油製品販売部門。1962年2月設立）
- 石川オイルカンパニー：（旧・石川オイル。1990年2月設立）
- 東海カンパニー：東海地区（旧・JOMOネット東海。1990年5月設立の株式会社井戸庄が、2000年6月に株式会社東雄の営業の譲受と同時に社名変更）
- 関西カンパニー：関西地区（旧・JOMOネット関西。1979年6月設立の興栄株式会社が、2000年7月に株式会社オータスの営業を譲受け、8月に社名変更）
- 山陽カンパニー：山陽地区（旧・JOMOネット山陽。1965年3月設立の共和産業株式会社が、1999年10月に山陽カクタス石油部門の営業譲受、岡三石油の吸収合併と同時に社名変更）
- 九州カンパニー：九州地区（旧・JOMOネット九州。2005年7月設立）
- JNOSカンパニー：管理間接業務（旧・JOMOネットアウトソーシング。1998年4月に設立された管理間接業務の事務処理受託会社）
- サポートセンター

## その他
- 旧JOMOネット地域会社のうち、JOMOネット山陰（株式会社ジョモネット山陰：島根県・鳥取県）のみ合流していない。